# جوزيف جونستون
جوزيف جونستون (بالإنجليزية: Joseph Johnstone)‏ هو سياسي بريطاني وبريطاني (وحمل سابقاً جنسية المملكة المتحدة لبريطانيا العظمى وأيرلندا)، ولد في 1860، وتوفي في 13 يناير 1931. في الانتخابات العمومية البريطانية 1918 ‏، انتخب عضو برلمان المملكة المتحدة الـ31 عن دائرة Renfrewshire East ‏ (14 ديسمبر 1918 – 26 أكتوبر 1922).